# Schizognathus apricagger
Schizognathus apricagger är en skalbaggsart som beskrevs av Peter Geoffrey Allsopp 1989. Schizognathus apricagger ingår i släktet Schizognathus och familjen Rutelidae. Inga underarter finns listade i Catalogue of Life.